# Biswamoyopterus biswasi
Lo scoiattolo volante di Namdapha (Biswamoyopterus biswasi Saha, 1981) è un rarissimo scoiattolo volante endemico dell'India. Era ritenuto l'unica specie del genere Biswamoyopterus, fino alla descrizione, nel 2013, dello scoiattolo volante gigante del Laos (Biswamoyopterus laoensis).

## Descrizione
Il corpo dello scoiattolo volante di Namdapha misura 40,5 cm di lunghezza e la coda è lunga 60–5 cm. Le regioni superiori sono generalmente di colore rossastro brizzolato di bianco, con mani e piedi più scuri e regioni inferiori bianche. La coda è multicolore: di colore grigio fumo chiaro alla base, diviene prima rosso vino, poi rossiccio, e infine, all'estremità, marrone. La coda è cilindrica, e una distinta membrana interfemorale unisce la regione basale della coda con le zampe posteriori. Presenta ciuffi di peli lunghi alla base di ogni padiglione auricolare, uno sul margine posteriore e l'altro sulla parte dorsale. Tra le caratteristiche del cranio ricordiamo grandi orbite, bolle timpaniche molto grandi, palato relativamente breve e una depressione frontale profondamente frastagliata.
Lo scoiattolo volante di Namdapha somiglia esternamente alle specie del genere Petaurista e condivide alcune caratteristiche con i generi Aeretes e Aeromys, ma tutti e tre questi generi sono privi di ciuffetti auricolari. Belomys e Trogopterus hanno ciuffetti auricolari, ma non hanno la coda cilindrica e nessuna membrana interfemorale. Secondo la descrizione originaria, uno dei caratteri distintivi di Biswamoyopterus sono i denti incisivi non pigmentati di rosso, a differenza di quelli degli altri scoiattoli volanti; sempre diversamente da questi ultimi, in particolare da Petaurista, ma anche da Belomys e Trogopterus, non ha lo smalto dei denti guanciali rugoso. I denti molariformi, di forma piuttosto semplice, ricordano quelli di Hylopetes e di Aeromys, ma si differenziano per il fatto di avere il quarto premolare superiore più grande del primo molare superiore. I denti guanciali, tuttavia, non differiscono molto da quelli di Petaurista, ma rispetto a quest'ultimo genere Biswamoyopterus presenta setti multipli nelle bolle timpaniche, in numero di 10-12, i quali danno a esse un aspetto alveariforme; la stessa condizione si riscontra in Trogopterus e Petinomys, ma in nessuna specie di Petaurista.

## Distribuzione e habitat
Questo scoiattolo volante vive solamente nella regione di Namdapha, dalla quale prende il nome, un'area di 1985 km² situata nel distretto di Tirap, nell'Arunachal Pradesh (India nord-orientale).

## Biologia
Tutto ciò che sappiamo sullo scoiattolo volante di Namdapha lo dobbiamo ad un unico esemplare, un maschio catturato alle 20:15 del 27 aprile 1981; esso venne abbattuto su un albero molto alto, a circa 350 m di quota.

## Conservazione
Noto solo a partire da un unico esemplare, lo scoiattolo volante di Namdapha viene inserito dalla IUCN tra le specie in pericolo critico. Infatti si ritiene che esso occupi un'area di foresta molto limitata, minacciata dalla deforestazione, e che non superi le 250 unità.